# Средњи палеолит
Средњи палеолит или средњи палеолитик (реч потиче од грчке сложенице речи палео - стар и литос - камен) је друга подела палеолита или старог каменог доба у Европи, Африци и Азији. Израз Средње камено доба користи се као еквивалент или синоним за средњи палеолит у афричкој археологији. Средњи палеолит се протезао од пре 300.000 до 30.000 година. Постоје значајне разлике у датирању између региона. Средњи палеолитик наследила је Горња палеолитска поделекција која је прво почела између 50.000 и 40.000 година.  Петит и Бели датирају из раног и средњег палеолитика у Великој Британији пре отприлике 325 000 до 180 000 година (касни морски изотоп фаза 9 до касног морског изотопа фаза 7 ), а касни средњи палеолитик пре око 60 000 до 35 000 година.
Према теорији недавне теорије о пореклу афричких модерних људи, анатомско модерни људи су почели мигрирати из Африке током средњег каменог доба / средњег палеолитика пре око 125.000 година и почели су да замењују раније постојеће врсте хомо као што су неандерталци и Хомо ерецтус.

## Модернизација у понашању
Најранији докази модерног понашања први пут се појављују током средњег палеолита. Прелаз из доњег у средњи палеолит је једна од прекретница у културном и технолошком развоју човечанства, поготово имајући у виду да је до њега дошло након два милиона година стагнације, где су технолошке промене текле веома споро и биле м ало изражене. Период прелаза је обележила регуларна употреба ватре, јача друштвена интеграција и први знаци симболичког мишљења који се огледају у појави сахрањивања и гравирања предмета. Међутим, неспорни докази о модерном понашању постају уобичајени тек током наредног горњег палеолита.
Сахрањивање средњег палеолита на локалитетима као што су Крапина у Хрватској (датирано 130.000. п. н. е.) и пећине Кафзех и Ес Скул у Израелу (100.000. п. н. е. ) навели су неке антропологе и археологе (попут Филипа Либермана) да верују да су у средњем палеолиту културе могле да поседују развијајућу религиозну идеологију која је обухватала концепте као што је загробни живот, док други учењаци тврде да су тела покопана из секуларних разлога.
Најранији неспорни докази уметничког изражавања током палеолитског периода потичу са локалитета средњег палеолита/средњег каменог доба као што је пећина Бломбос у облику наруквица, перли, уметничког камена, окера који се користио као боја за тело и можда у ритуалу, иако су раније примере уметничког изражавања, као што су Венера од Тан-Тана и шаре пронађене на слоновским костима из Билзингслебена у Тирингији, можда произвели ашолски корисници алата као што је Homo erectus пре почетка периода средњег палеолита. Активности попут хватања велике рибе и лова на крупну дивљач помоћу специјализованих алата указују на повећану сарадњу у целој групи и разрађенију друштвену организацију.
Поред развијања напредних културних особина, људи су такође први пут почели да учествују у трговини на велике удаљености између група за ретке робе (као што је окер (који се често користио у религиозне сврхе као што су ритуал)) и сирове материјале током средњег палеолита већ пре 120.000 година. Међугрупна трговина се вероватно појавила током средњег палеолита, јер би трговина између група помогла да се осигура њихов опстанак дозвољавајући им да размењују ресурсе и робе као што су сировине у временима релативне оскудице (тј. глади или суше).

## Социјално раслојавање
Докази из археологије и компаративне етнографије указују на то да су људи средњег палеолита живели у малим, егалитарним групама сличним друштвима из горњег палеолита и неким модерним ловцима-сакупљачима као што су народи ǃКунг и Мбути. Неандерталска и модерна људска друштва су током средњег палеолита бринула о старијим члановима својих друштава. Кристофер Боем (1999) је претпоставио да је егалитаризам можда настао у друштвима средњег палеолита због потребе да се ресурси као што су храна и месо подједнако расподељују како би се избегла глад и обезбедило стабилно снабдевање храном.
Обично се претпостављало да су жене сакупљале биљке и дрва за огрев, а мушкарци ловили и сакупљали мртве животиње током палеолита. Међутим, Стивен Л. Кун и Мери Стајнер са Универзитета у Аризони сугеришу да ова подела рада заснована на полу није постојала пре горњег палеолита. Сексуална подела рада је можда еволуирала пре 45.000 година да би омогућила људима да ефикасније набављају храну и друге ресурсе.